# منتخب ليسوتو لكرة القدم للسيدات
منتخب ليسوتو لكرة القدم للسيدات (بالإنجليزية: Lesotho women's national football team)‏ هو ممثل ليسوتو الرسمي في المنافسات الدولية في كرة القدم للسيدات، يديريه اتحاد ليسوتو لكرة القدم.